# Костроменко Дмитро Вадимович
Костроменко Дмитро Вадимович — український кінодраматург.

## Біографічні відомості
Народився 10 травня 1958 р. у м. Бахмут Донецької області в родині кінорежисера Вадима Костроменка.
Закінчив Всесоюзний державний інститут кінематографії (1990).
Працює на кіностудії «Одіссей» (Одеса).
Член Національної спілки кінематографістів України.

## Фільмографія
Автор сценаріїв стрічок:
- «Дезертир» (1990, т/ф, у співавт. з I. Болгариним)
- «Ніч грішників» (1991)
- «Повітряні пірати» (1992)
- «Не відлітай, землянине!» (1991, т/ф)
- «Плюс нескінченність» (2005—2006, 8 с.)
- «Пістолет Страдіварі» (2009) та ін.